# Општина Филипени (Бакау)
Филипени (рум. Filipeni) општина је у Румунији у округу Бакау.
Oпштина се налази на надморској висини од 226 m.